# Massacre do dia de São Brice

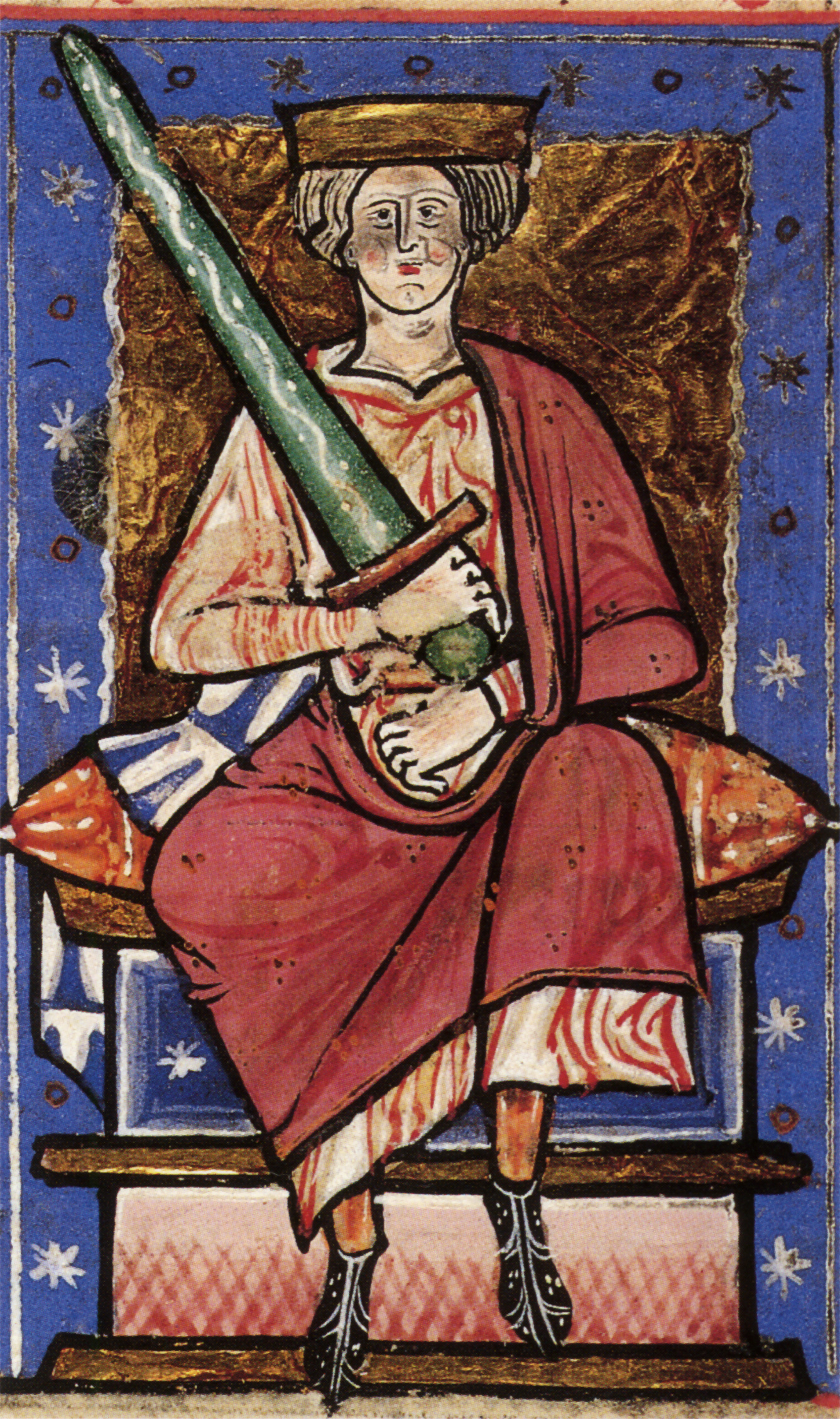
Etelredo II que ordenou o massacre.

O massacre do dia de São Brice foi o assassinato de dinamarqueses no Reino da Inglaterra na sexta-feira, 13 de novembro de 1002, ordenado pelo rei Etelredo II de Inglaterra. Em resposta aos frequentes ataques dinamarqueses, o rei Etelredo ordenou a execução de todos os dinamarqueses que viviam na Inglaterra. Embora faltem evidências, os esqueletos de 34 a 38 homens com idades entre 16 e 25 anos encontrados durante uma escavação no St John's College, Oxford, em 2008, podem ser os restos mortais de algumas das vítimas deste massacre.

## Antecedentes
O nome (dinamarquês: "Danemordet, Massakren på Sankt Brictiusdag") refere-se a São Brice, bispo de Tours do século V, cuja festa é em 13 de novembro. O Reino da Inglaterra tinha sido devastado por ataques dinamarqueses todos os anos de 997 a 1001, e em 1002 o rei foi informado de que os homens dinamarqueses na Inglaterra "iriam sem fé tirar sua vida, e então todos os seus conselheiros, e depois possuir seu reino". Em resposta, ele ordenou a morte de todos os dinamarqueses que viviam na Inglaterra.

## Massacre
Historiadores acreditam que houve perda significativa de vidas, embora não haja evidências em nenhuma estimativa específica. Entre os que se pensava ter sido morto está Gunhilde, que pode ter sido irmã de Sweyn Forkbeard, o rei da Dinamarca. Seu marido Pallig Tokesen, o dinamarquês Ealdorman de Devonshire,também pode ter morrido no massacre ou, de acordo com uma versão diferente, desempenhou um papel em provocá-lo por sua deserção para se juntar a invasores que devastam a costa sul.

"Pois está totalmente acordado que para todos os residentes neste país será bem sabido que, uma vez que um decreto foi enviado por mim com o conselho dos meus principais homens e magnatas, no sentido de que todos os dinamarqueses que haviam surgido nesta ilha, brotando como galo entre o trigo, deveriam ser destruídos por um extermínio mais justo, e assim este decreto deveria ser colocado em prática, mesmo quanto à morte, aqueles dinamarqueses que habitavam na cidade mencionada, esforçando-se para escapar da morte, entraram neste santuário de Cristo, tendo quebrado pela força as portas e parafusos, e resolvidos a fazer refúgio e defesa para si mesmos contra o povo da cidade e dos subúrbios; mas quando todas as pessoas em perseguição se esforçavam, forçadas pela necessidade, para expulsá-las, e não puderam, eles atearam fogo nas tábuas e queimaram, ao que parece, esta igreja com seus ornamentos e seus livros. Depois, com a ajuda de Deus, foi renovado por mim."
Os esqueletos de 34 a 38 jovens, todos com idades entre 16 e 25 anos, foram encontrados durante uma escavação no St John's College, Oxford, em 2008. Análise química realizada em 2012 por pesquisadores da Universidade de Oxford sugere que os restos mortais são vikings; cicatrizes mais velhas nos ossos sugerem que eles eram guerreiros profissionais. Os corpos mostram evidências de múltiplos ferimentos graves causados por uma série de armas. Carbonização nos ossos é consistente com registros históricos da queima da igreja. O teste de DNA de um dos corpos coincidiu com os restos mortais de um homem que havia sido escavado em Otterup, no centro da Dinamarca, sugerindo que eles eram meio-irmãos ou tio e sobrinho.

## Opinião dos historiadores
Historiadores geralmente viram o massacre como um ato político que ajudou a provocar a invasão de Sweyn em 1003. Simon Keynes em seu artigo do DNB Online de Oxford sobre Æthelred descreveu-o como um massacre "chamado", a reação de um povo que tinha sido massacrado e saqueado por uma década, dirigido não aos habitantes da Lei Dinamarquesa, mas aos mercenários que tinham se voltado contra seus empregadores. Audrey MacDonald vê isso como o principal ataque que eventualmente levou à adesão de Cnut em 1016.